# Hemiteles amboniger
Hemiteles amboniger är en stekelart som beskrevs av Henry Keith Townes, Jr. 1983. Hemiteles amboniger ingår i släktet Hemiteles och familjen brokparasitsteklar. Inga underarter finns listade i Catalogue of Life.